# هری سوئیت
هری سوئیت (انگلیسی: Harry Sweet؛ ‏ ۲ اکتبر ۱۹۰۱ – ۱۸ ژوئن ۱۹۳۳) بازیگر، کارگردان فیلم و فیلم‌نامه‌نویس اهل ایالات متحده آمریکا بود.
از فیلم‌هایی که وی در آن‌ها نقش داشته‌است، می‌توان به نیمچه مرد و کارآگاه اشاره نمود.